# روبرت بلاك (سياسي)
روبرت بلاك (بالإنجليزية: Robert Black)‏ هو سياسي نيوزلندي، ولد في 1868 في ليفربول في المملكة المتحدة، وتوفي في 4 يناير 1938 في دنيدن في نيوزيلندا. حزبياً، نشط في United Party (New Zealand) ‏.